# Sulfur d'alumini
Sulfur d'alumini és el nom que rep el compost químic de fórmula Al₂S₃. Presenta tres formes estructurals diferents, tot i que totes incolores. Són sals sensibles a la humitat, hidrolitzant-se ràpidament a òxids i hidròxids d'alumini hidratats. La reacció d'hidròlisi genera com a subproducte el pestilent i tòxic gas conegut amb els noms de sulfur d'hidrogen o àcid sulfhídric: (H₂S).
A diferència del Al₂O₃, en el que els centres d'Al(III) ocupen els forats octaèdrics, l'estructura més habitual del Al₂S₃ és aquella en la que trobem estabilitzats els centres d'Al(III) en un terç dels forats tetraèdrics, amb un arranjament molt empaquetat hexagonal dels anions sulfur. A temperatures elevades, els centres d'Al(III) es disloquen a l'atzar per deixar una estructura del tipus wurtzita. Si s'eleva encara més la temperatura s'aconsegueix una estabilització de les formes γ-Al₂S₃, amb una estructura afí a la γ-Al₂O₃.
No es coneixen derivats moleculars del Al₂S₃, però sí barreges d'Al-S-Cl.

## Preparació
El sulfur d'alumini es pot preparar ràpidament per ignició dels elements nadius:
2Al + 3S → Al₂S₃
Aquesta reacció és extremadament exotèrmica i no cal escalfar tota la mostra de la barreja per tal que es produeixi. El producte es crea així en forma fosa, a una temperatura superior als 1.100 °C. El producte refredat presenta una elevada duresa.

## Seguretat
- Normes a seguir (anglès)